# Vila Ladislava Prokopa Procházky
Vila Ladislava Prokopa Procházky je rodinná vila v Praze 6-Hradčanech, která stojí mezi ulicemi Mickiewiczova a U Písecké brány. Od roku 1958 je chráněna jako nemovitá kulturní památka České republiky.

## Historie
Vilu postavenou v letech 1910-1911 navrhl sochař František Bílek pro Ladislava Prokopa Procházku, českého lékaře, politika, hudebního skladatele a spisovatele. Dům stojí na východním okraji řadových domů v sousedství Bílkovy vily.

## Popis
Secesní vila s asymetricky pojatou fasádou stojí ze tří stran volně.

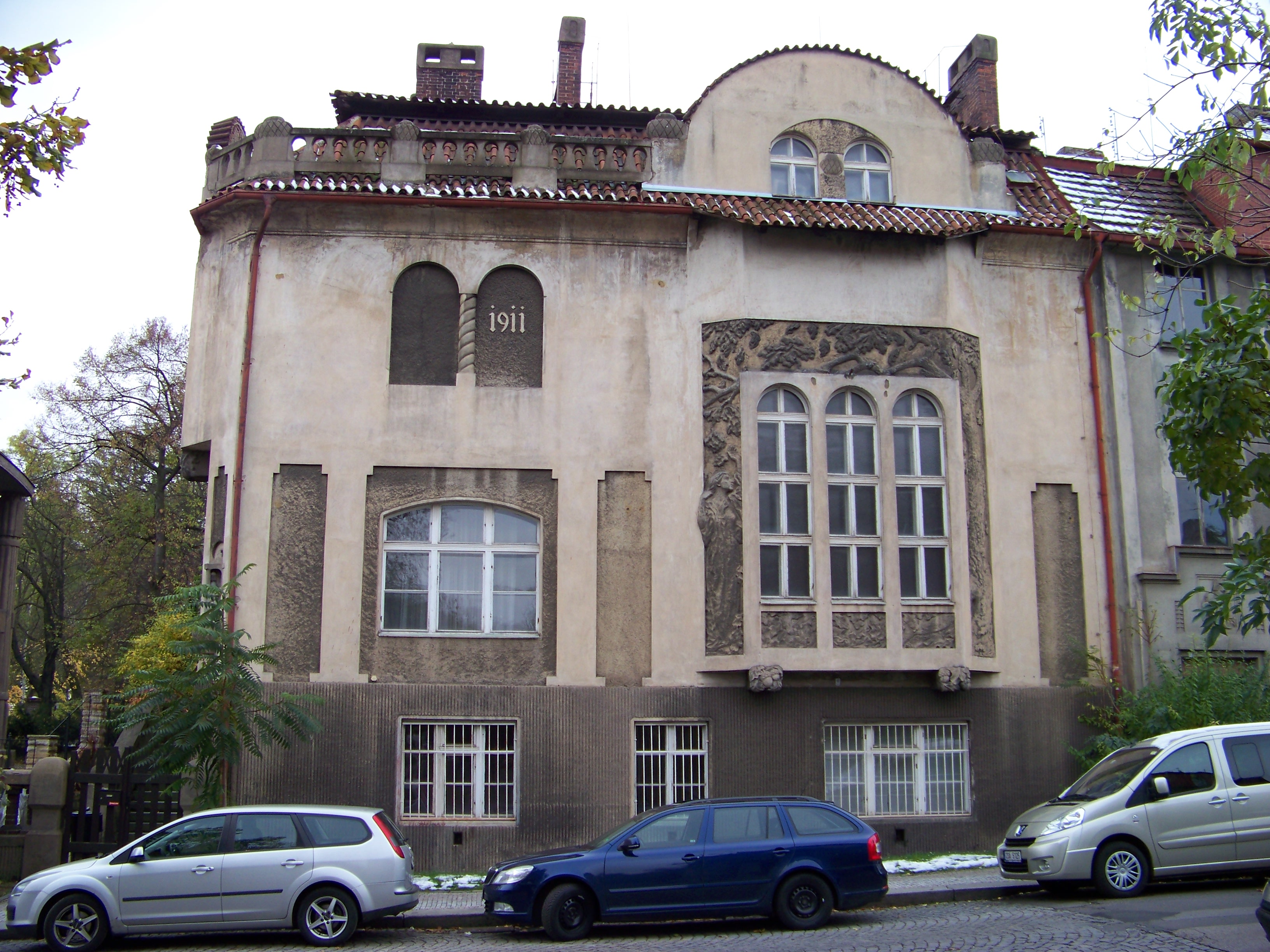
uliční průčelí

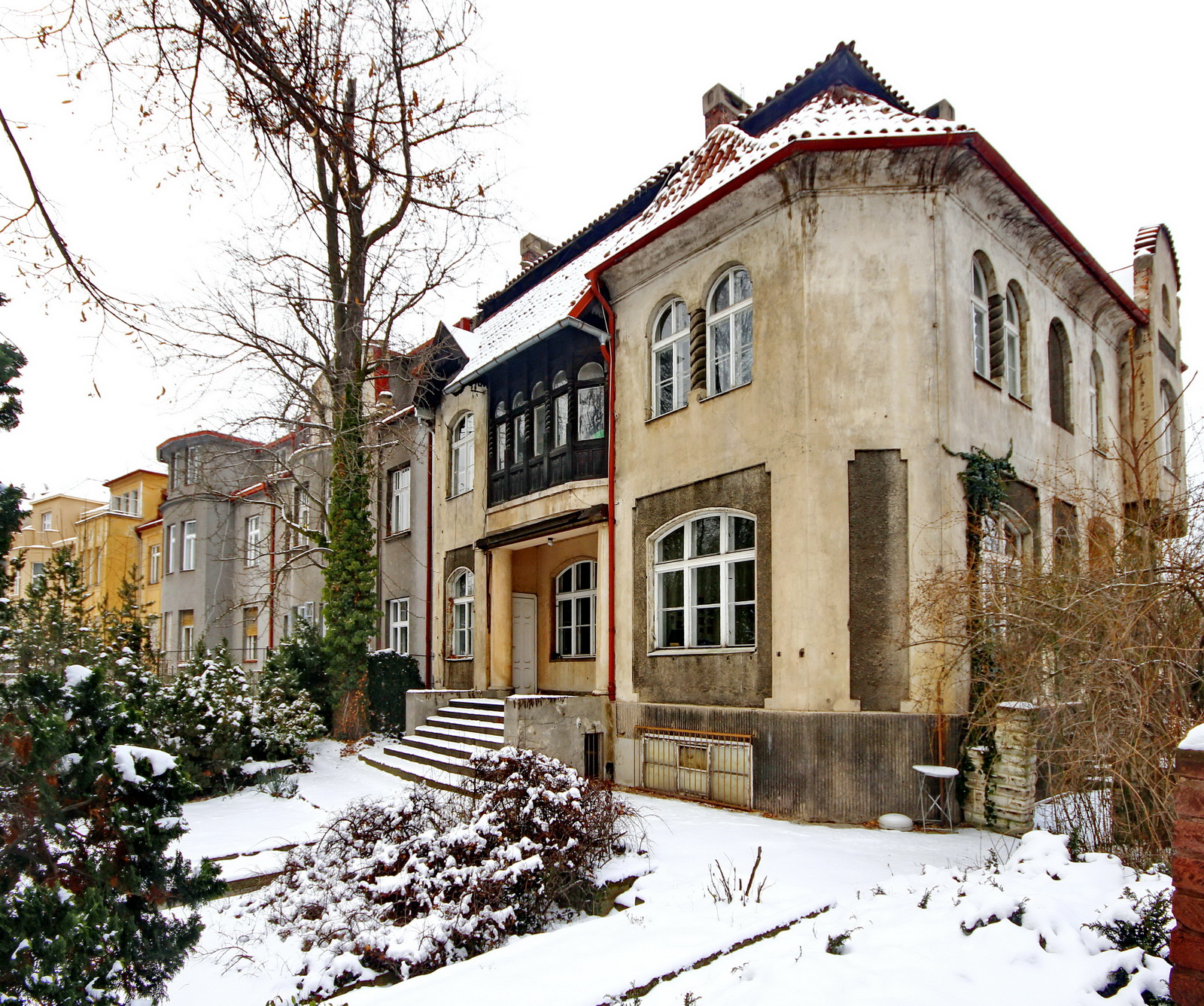
zahradní průčelí

Průčelí do Mickiewiczovy ulice je dvouosé s okoseným nárožím s kamennou lucernou. Osa vlevo má v 1. patře segmentem zaklenuté trojkřídlé okno. Nad tímto oknem je slepé okno se středním točeným polosloupkem a letopočtem 1911. Osa vpravo má v obou patrech trojboký arkýř, který je podepřený konsolami s plastikou velikých žaludů. Po jeho stranách i na překladu je reliéf ženy pod rozprostřenými větvemi listnatého stromu. Na parapetech jsou reliéfy neurčitých rostlinných motivů. Obloukový štít fabionové korunní římsy má obloukový štít se sdruženým oknem pod půlkruhovými záklenky s plastikou granátového jablka. Granátová jablka zdobí též pilíře po stranách štítu i atiku, prolamovanou žaludovitými otvory nad levou osou.
Boční průčelí má v prvním patře trojboký arkýř na konzolách s plastikami žaludů. Domovní vchod v pravé ose středního pásu vede do zvýšeného přízemí, trojkřídlá vrata jsou zdobena reliéfy žaludů. Pilíř parapetu před vchodem na točeném kandelábru je završený granátovým jablkem.
Zahradní průčelí má střední širokou osu s lodžií. Arkýř v patře je obložený polygonálním dřevem.
Zahradu člení více nízkých teras. Doplňuje ji dlážděná plocha před domem s okrouhlou mělkou studnou a suchým bazénem se střední záhonovou plošinou v kamenném rámování.